# Megacyllene quinquefasciata
Megacyllene quinquefasciata là một loài bọ cánh cứng trong họ Cerambycidae.